# Lekas
Lekas là một xã trong quận Korçë thuộc hạt Korçë, Albania. Dân số năm 2005 là 872 người.